# Martine Gonthié
 (novembre 2018).
Martine Gonthié est une réalisatrice française de films documentaires.

## Biographie
Martine Gonthié obtient son diplôme de l’École nationale supérieure Louis-Lumière en 1979 et entreprend plus tard, de 1987 à 1989, des études de philosophie. Elle a été cadreuse et assistante opérateur sur des longs métrages, des documentaires, des spots publicitaires, clips et films institutionnels. Depuis 1996, elle réalise elle-même des films documentaires sur différentes thématiques avec une prédilection pour l'architecture contemporaine et les arts plastiques.
À la suite de son film Garder la tête haute (2006), elle anime un atelier de réalisation documentaire à l'Université de Rennes 2 de 2007 à 2012.
En parallèle de la réalisation de films, elle enseigne les arts plastiques à l'École nationale supérieure d'architecture de Bretagne, avec François Seigneur (2009-2010), Dominique Dehais (2010-2013), Pauline Boyer (2013-2014), Anne-Charlotte Depincé (2014-2017), Sandra Ancelot (2017-2022).
Elle a été conseillère municipale de Saint-Vran (2008-2014), à nouveau depuis 2020 et membre du Conseil culturel de Bretagne (2009-2013).

## Filmographie
- 1996 : Cordouan, entre enfer et paradis (26 min)
- 2000 : Ces enfants-là[5](52 min)
- 2001-2004 : Aventures urbaines : Cinq chefs-d'oeuvre de l'architecture en Bretagne (mini-série, 5 épisodes de 26 min)
  - 2001 : Ep. 1 - Sous le Ciel de Rennes : Les Horizons
  - 2002 : Ep. 2 - Les Thermes de Rennes[6]
  - 2003 : Ep. 3 - La Maison des Filles de Jésus
  - 2003 : Ep. 4 - Le Paquebot de Saint-Nazaire
  - 2004 : Ep. 5 - Le village de vacances à Beg Meil[6]
- 2005 : Le Temps d’une ville (mini-série, 5 épisodes de 26 min)
- 2006 : Garder la tête haute[3] (52 min)
- 2007 : Vernissage : 20 portraits d'artistes contemporains (mini-série, 20 épisodes de 6 min), coréalisé avec Guylène Brunet et Yannick Derennes
- 2007 : Être parent et travailler (mini-série, 3 épisodes de 12 min)
  - 2007 : Ep. 1 - Être parents et travailler : comment est-ce possible ?[7]
  - 2007 : Ep. 3 - Face à la diversification des horaires de travail, quelle place pour nos enfants ?
- 2008 : Quel abri pour Marianne ? (26 min)
- 2008 : Territoires[8], court-métrage institutionnel
- 2008 : Vitré Communauté, court-métrage institutionnel
- 2009 : Les enfants de... Vivre avec un parent en prison[9], court-métrage, coréalisé avec Nathalie Bougeard
- 2010 : Odile Decq at Work[10],[11](52 min)
- 2011 : Aria (scénario - long métrage)
- 2012 : Le Trait d'Génie 1/2, court-métrage, avec François Seigneur
- 2012 : Des Ordres, court-métrage, avec François Seigneur
- 2013 : L'Hebdomadaire d'Armor
- 2013 : Le Trait d'Génie 2/2
- 2014 : Eurorennes 1/2
- 2015 : Glaz (série, 8 × 52 min), co-écriture avec Paul Manate Raoux
- 2015 : Autonomies partagées, avec François Seigneur
- 2017 : Architectonomes, avec François Seigneur
- 2017 : Monika Brugger : Juste du Bijou ? (Monika Brugger à la Galerie Mercier & Associés)[12], court-métrage
- 2018 : Monika Brugger : Entretien avec Laurence Verdier[13]
- 2018 : Séminaire d'Anne-Charlotte Depincé
- 2018 : Partitions pour Nuit Blanche, court-métrage, avec François Seigneur
- 2018 : Swing Time in Limousin, de Dilip K. Varma et Dominique Varma, collaboratrice à l'écriture
- 2019 : Les ateliers de Marielle Paul
- 2019 : Eurorennes : L'art de la gare, coréalisé avec Matthieu Tillaut
- 2020 : Thèse d'Anne-Charlotte Depincé : Représentation de la guerre dans la peinture figurative contemporaine en France
- 2020 : Entretiens vidéo avec des artistes en bijou contemporain de Monika Brugger
- 2021 : Autre-Monde, Atterrir !

## Autres activités
- 2016 : Illustrations pour le roman de Dominique Varma "Après le Déluge"
- 2017 : Exposition de dessins à la plume au château de Dampierre-sur-Boutonne